# Cmentarz żydowski w Jastrowiu
Cmentarz żydowski w Jastrowiu – został założony w XVIII wieku i zajmuje powierzchnię 0,7 ha. Pomimo dewastacji z okresu III Rzeszy do naszych czasów zachowało się około siedemdziesięciu nagrobków z których najstarszy pochodzi z 1856 roku. Są one wykonane z granitu i piaskowca z napisami w języku hebrajskim i niemieckim. Nekropolia została uporządkowana w 1986 roku przez okoliczną ludność.

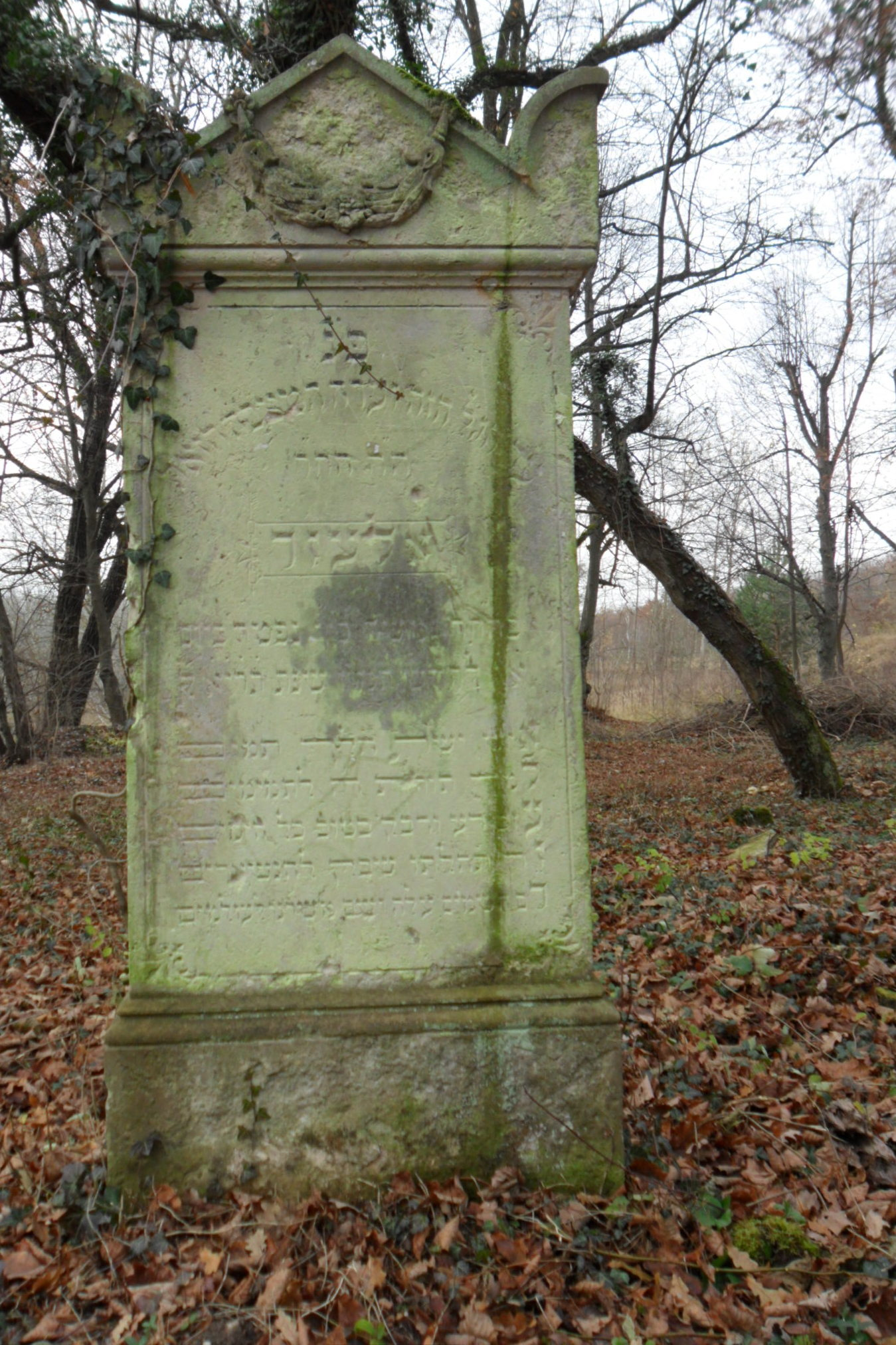
Macewa